# Agave parryi
Agave parryi är en sparrisväxtart som beskrevs av Georg George Engelmann. Agave parryi ingår i släktet Agave och familjen sparrisväxter.

## Underarter
Arten delas in i följande underarter:
- A. p. neomexicana
- A. p. parryi
- A. p. couesii
- A. p. huachucensis

## Bildgalleri

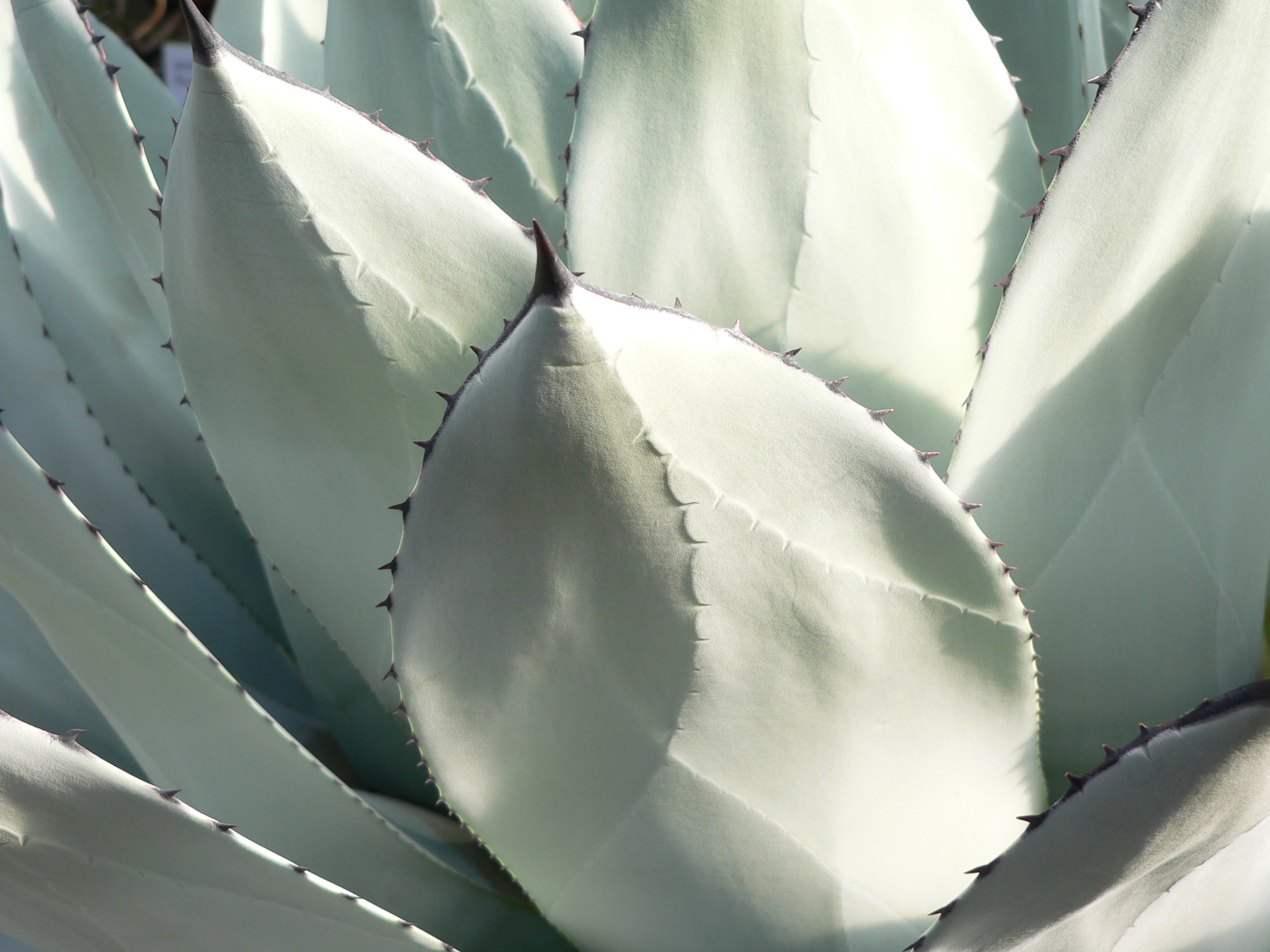
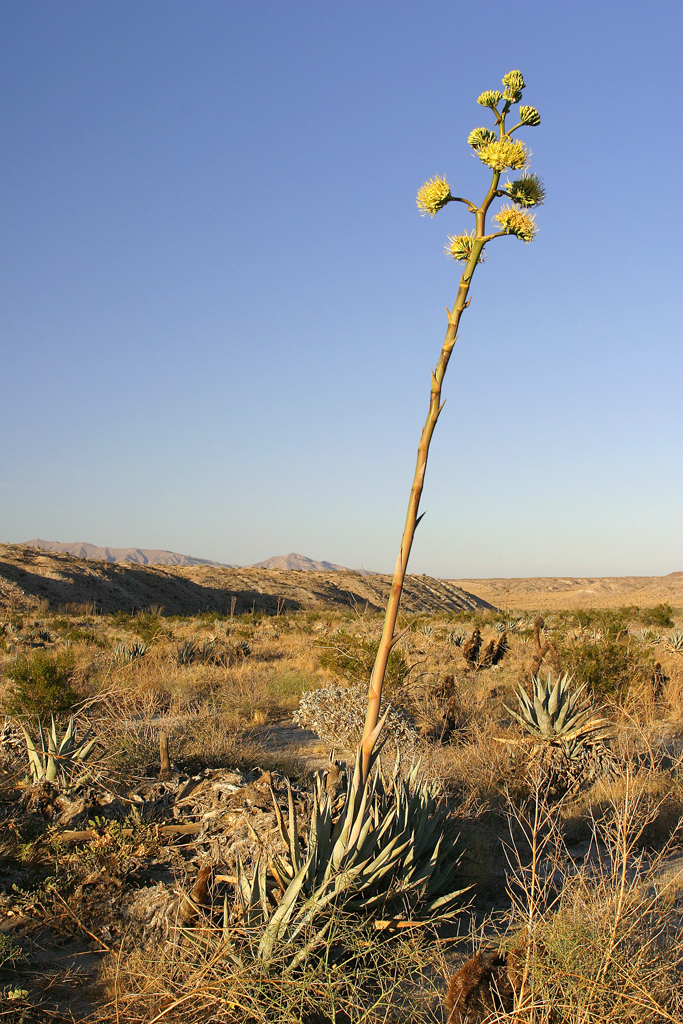
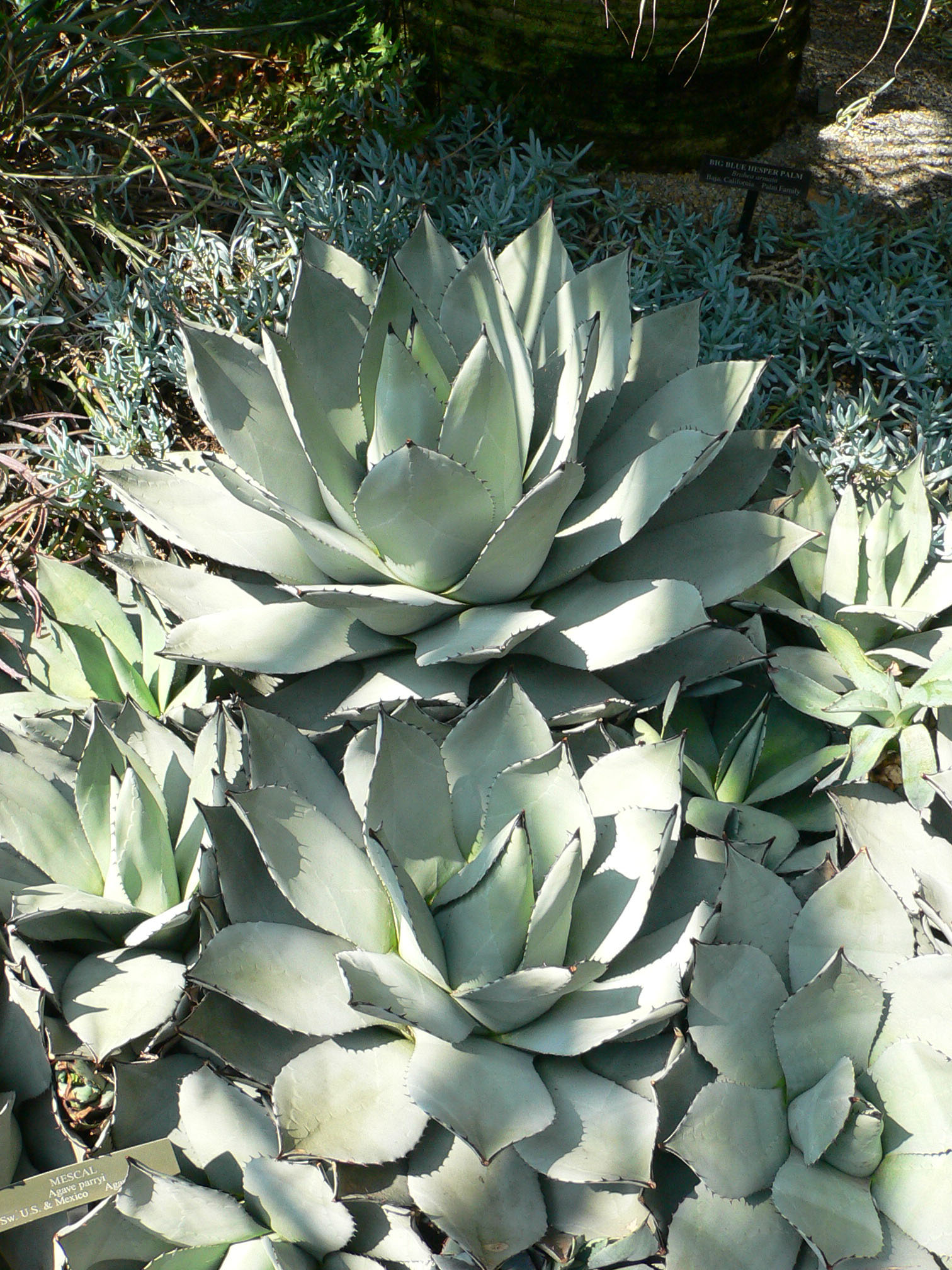
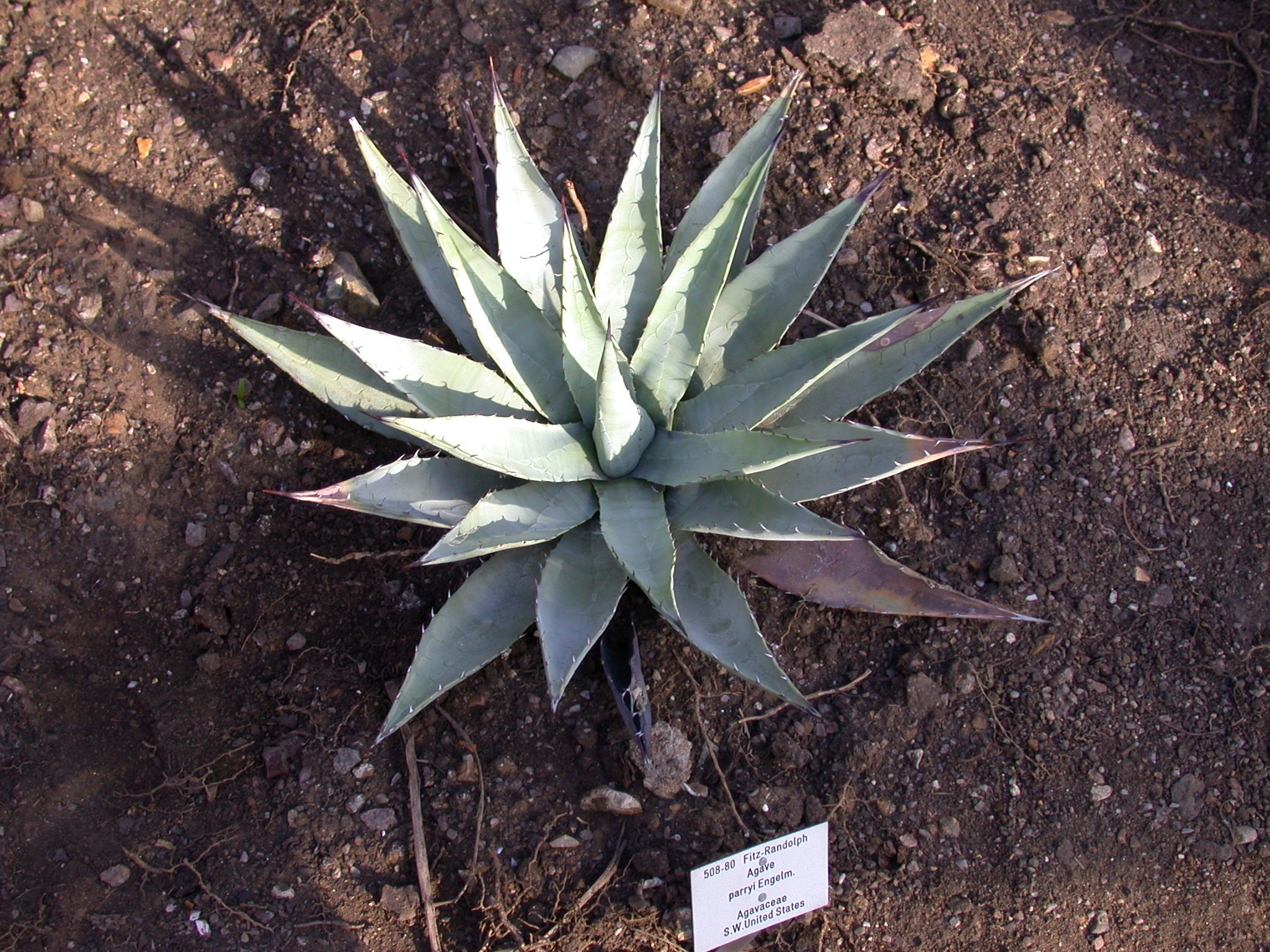
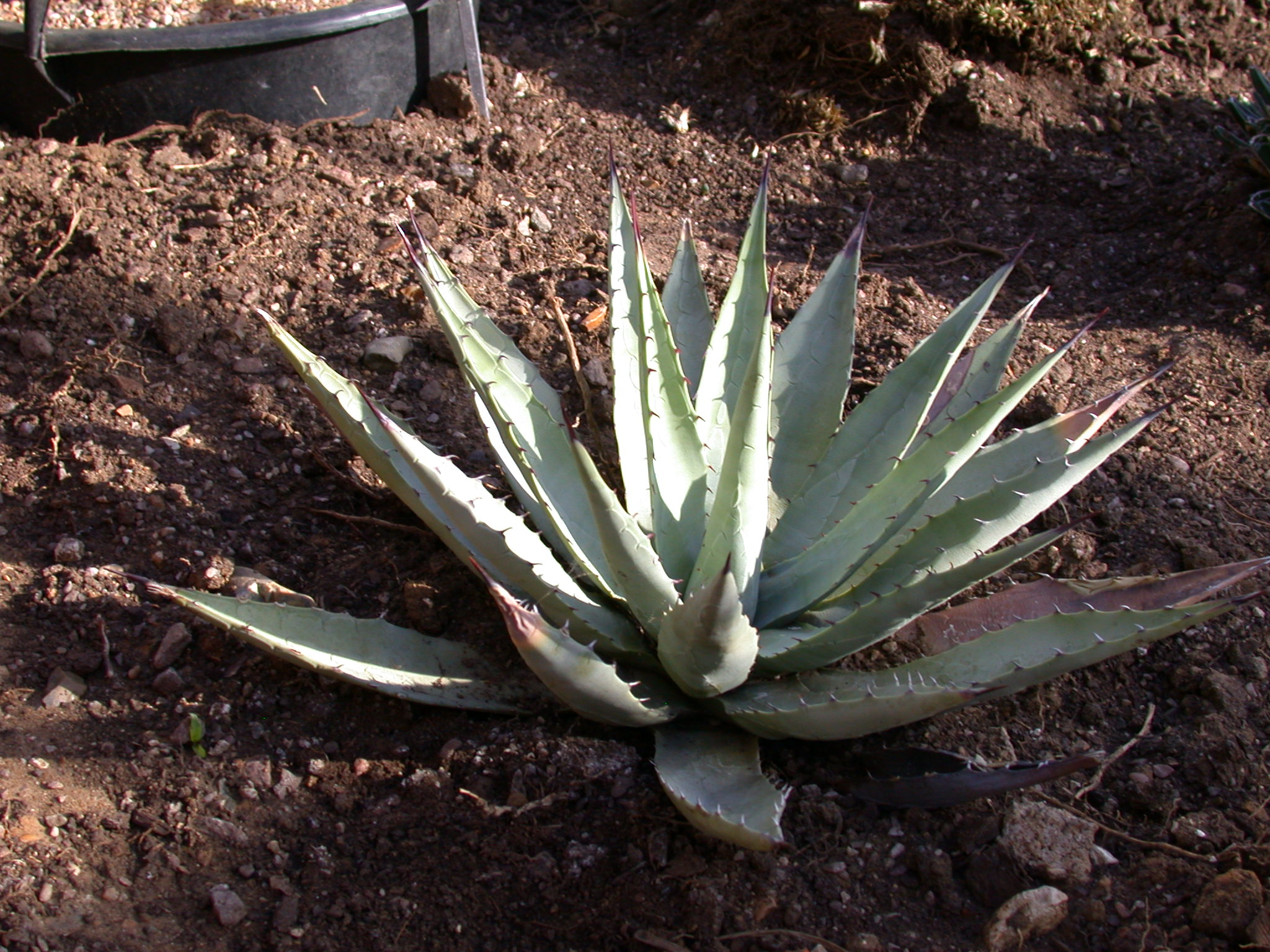
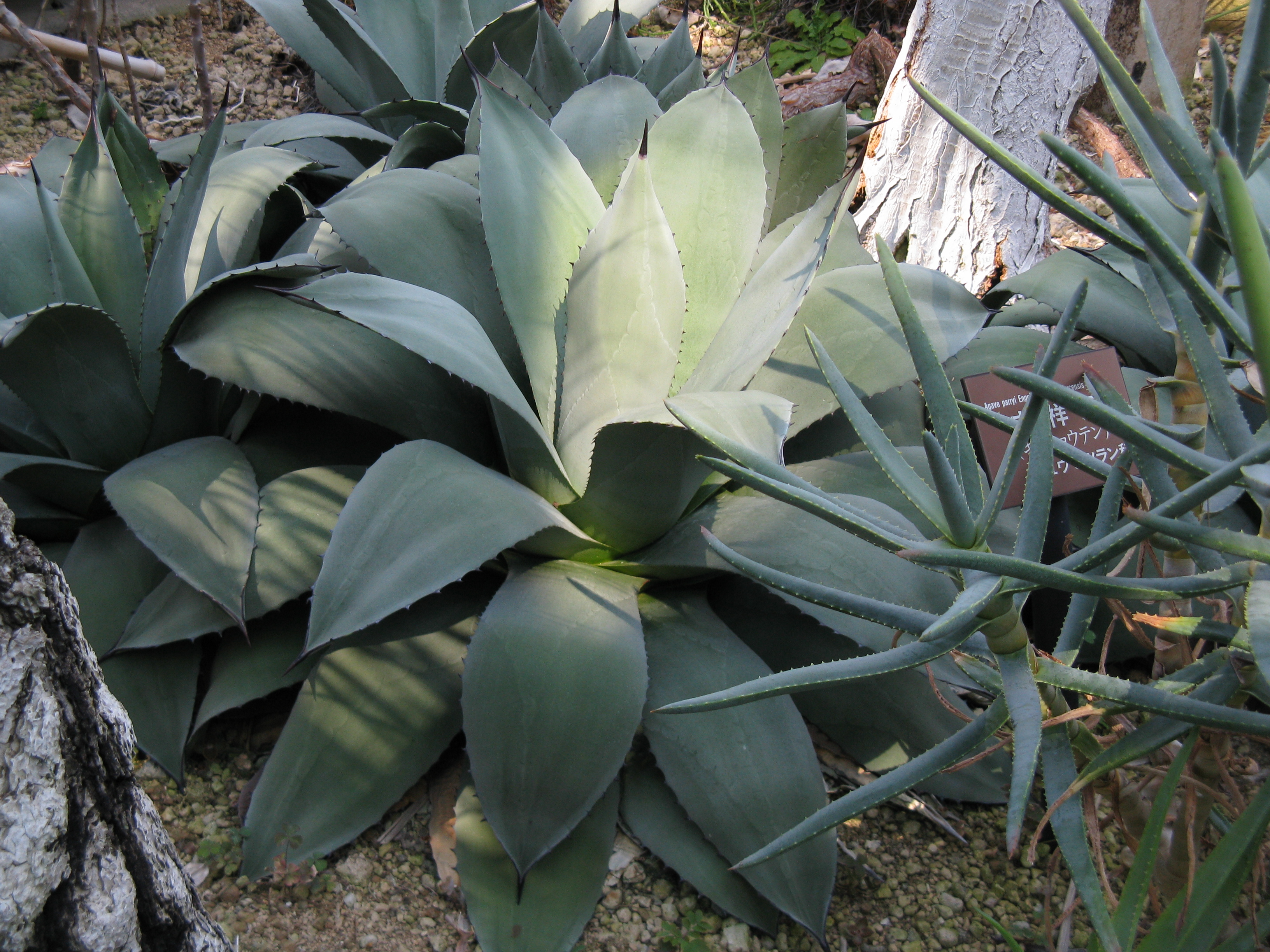